# Kreislaufwirtschaftsgesetz
Das Kreislaufwirtschaftsgesetz (KrWG) ist das zentrale Bundesgesetz des deutschen Abfallrechts.

## Zweck des Gesetzes
Nach § 1 des KrWG ist der Zweck des Gesetzes die Förderung der Kreislaufwirtschaft zur Schonung der natürlichen Ressourcen und die Sicherung der umweltverträglichen Bewirtschaftung von Abfällen.
Ziel des Kreislaufwirtschaftsgesetzes ist es, Abfälle zu reduzieren, insbesondere die zu deponierenden Abfälle. An erster Stelle steht dabei die Vermeidung von Abfällen, zum Beispiel, indem man auf Verpackungen verzichtet oder diese mehrfach benutzt (Beispiel: Verwendung von Getränke-Mehrwegverpackungen). Da Verpackungen für Lebensmittel in vielen Fällen erforderlich sind, beispielsweise um deren Haltbarkeit zu erhöhen oder die Lagerung zu erleichtern, sollen notwendige Verpackungen verwertet werden. Rohstoffe werden so möglichst lange im Kreislauf geführt und nachhaltig bewirtschaftet, um Ressourcen und Umwelt zu schonen.
Der Begriff Kreislaufwirtschaftsgesetz erweckt den Eindruck, dass die Verwertung nicht vermiedener Abfälle Priorität hat. Dies ist aber nicht der Fall. Die notwendige Gefahrenabwehr gebietet es zunächst einmal, Schadstoffe in Abfällen zu vernichten oder aus den Abfällen herauszuschleusen und sicher, d. h. bestmöglich isoliert von der Umwelt zu lagern. Die wichtigste Methode, Schadstoffe zu vernichten, ist die Abfallverbrennung: Dabei werden organische Schadstoffe vernichtet, Schwermetalle landen in den Filterstäuben und werden als Sonderabfälle deponiert. Früher experimentierte man auch mit Schwelbrennanlagen. In einigen Regionen sind biologisch-mechanische Abfallbehandlungsanlagen in Betrieb, die immer wieder Probleme haben, die technischen Anforderungen an das zu deponierende Material zu erfüllen.
Die Abfallbehandlung dient nicht nur der Schadstoffvernichtung. Da nicht verwertbare, behandelte Abfälle in Deponien zu beseitigen sind, schont die deutliche Reduzierung der sogenannten Restabfälle auch die Landschaft. Wegen des Widerstands in der Bevölkerung gegen neue Deponien und Abfallverbrennungsanlagen drohte Ende der 1980er Jahre ein Entsorgungsengpass.
Eine der in der Politik um 1990 diskutierte Alternative zum Kreislaufwirtschaftsgesetz war ein Abfallabgabengesetz. Beispielsweise kann man mittels Abgaben auf zu deponierende Abfälle einen Anreiz schaffen, Abfälle zu verwerten. Wo der Wert der sogenannten Sekundärrohstoffe nicht ausreicht, um die Kosten der Verwertung zu decken, kann eine Deponieabgabe die Verwertung rentabel machen.
Mit der Novellierung aufgrund der EU-Abfallrahmenrichtlinie wurde im Kreislaufwirtschaftsgesetz die Zielhierarchie für den Umgang mit Abfällen ergänzt. Entsprechend den Vorgaben der Richtlinie wurde auch die (in der Praxis wenig bedeutsame) Vorbereitung der Wiederverwendung erwähnt. Die stoffliche Verwertung (keine Veränderung des Materials, siehe das Einschmelzen von Metallen oder Kunststoffen) hat nun als „Recycling“ Vorrang vor der energetischen Verwertung von Abfällen (Nutzung des energetischen Gehalts von Abfällen).
Daraus ergibt sich beim Umgang mit Abfällen folgende Zielhierarchie:
- Vermeidung
- Vorbereitung zur Wiederverwendung
- Recycling (stoffliche Verwertung)
- Sonstige Verwertung, insbesondere energetische Verwertung und Verfüllung
- Beseitigung

Es handelt sich hier um Prioritäten, die gerade aus Gründen des Umweltschutzes flexibel zu handhaben sind. So ist immer der Nachweis möglich, dass bei bestimmten Abfällen das Abweichen von der Zielhierarchie notwendig ist. Verwertungsmaßnahmen müssen technisch möglich und wirtschaftlich vertretbar sein. Im Mittelpunkt der Diskussion steht deshalb immer die Frage, welche Instrumente (Ge- und Verbote, Abgaben, Rücknahmeverpflichtungen usw.) man einsetzen soll und muss, um die gesetzlichen Ziele zu erreichen.
Gemäß § 62 KrWG kann die Abfallrechtsbehörde diejenigen Maßnahmen treffen, die zur Einhaltung des Kreislaufwirtschaftsgesetzes und dessen Verordnungen erforderlich sind. Diese Generalklausel eröffnet einen sehr weiten Anwendungsbereich der Behörden zur Erlass von Verwaltungsakten, die jedoch stets den Grundsatz der Verhältnismäßigkeit einhalten müssen.

## Inhalt
Das KrWG ist in neun Teile und vier Anlagen untergliedert:
1. Allgemeine Vorschriften
2. Grundsätze und Pflichten der Erzeuger und Besitzer von Abfällen sowie der öffentlich-rechtlichen Entsorgungsträger,
3. Produktverantwortung,
4. Planungsverantwortung,
5. Absatzförderung und Abfallberatung,
6. Überwachung,
7. Entsorgungsfachbetriebe,
8. Betriebsorganisation, Betriebsbeauftragter für Abfall und Erleichterungen für auditierte Unternehmensstandorte,
9. Schlussbestimmungen.

- Anlage 1: Beseitigungsverfahren
- Anlage 2: Verwertungsverfahren
- Anlage 3: Kriterien zur Bestimmung des Standes der Technik
- Anlage 4: Beispiele für Abfallvermeidungsmaßnahmen nach § 33

## Geltungsbereich
Das KrWG regelt die Entsorgung von Abfällen. Diese sollen möglichst vermieden, gegebenenfalls stofflich oder energetisch verwertet, Reste behandelt und dann – dem Volumen nach reduziert – beseitigt werden.
Wertstoffe müssen grundsätzlich getrennt, dann gesammelt und gegebenenfalls sortiert werden. Nicht verwertbare Sortierreste sind zu behandeln (in der Praxis meist zu verbrennen; Ziel ist die Vernichtung von – überwiegend organischen – Schadstoffen). Die Schlacke ist zu beseitigen, in der Regel zu deponieren.
Die Zulassung von Abfallentsorgungsanlagen, die nicht Deponien sind, wie zum Beispiel Müllverbrennungsanlagen, unterliegt nicht dem KrWG, sondern dem Bundes-Immissionsschutzgesetz (BImSchG). Ebenfalls von den Regelungen des KrWG ausgenommen ist die Aufbereitung, Behandlung und Endlagerung radioaktiver Abfälle (geregelt im Atomgesetz [AtG]). Des Weiteren ausgenommen ist die Beseitigung von:
- Tierkörpern und tierischen Nebenprodukten,
- Bergbauabfällen,
- nicht in Behälter gefasste gasförmige Stoffe,
- Stoffe, die mit Abwässern über Klärwerke in Flüsse (Vorfluter) eingeleitet werden,
- und Kampfmittel.

## Geschichte
Historisch baut das Kreislaufwirtschaftsgesetz auf die Abfallgesetzgebung der Länder in den Jahren 1971 und 1972 (Baden-Württemberg, Hamburg, Hessen, Rheinland-Pfalz) auf. Diese Landesgesetze regelten erstmals Grundprinzipien wie die Abfalldefinition, geteilte Beseitigungspflichten zwischen Abfallbesitzer und öffentlich-rechtlichen Entsorgungsträgern oder die Abfallbeseitigungsplanung. Das Abfallbeseitigungsgesetz von 1972 übernahm diese Strukturen. Neuorientierungen und Weiterentwicklungen des Bundesabfallrechts führten mit dem Abfallgesetz von 1986 und dem Kreislaufwirtschafts- und Abfallgesetz von 1994 weg von der bloßen Beseitigung und hin zur Vermeidung und Wiederverwendung von Abfällen als gesetzliche Zielrichtung.
Das KrW-/AbfG von 1996 ging in Sachen Vermeidung, Verwertung und Abfallbehandlung weit über die damals noch dürftigen Vorgaben der Europäischen Union hinaus. Vor allem die erstmals im deutschen Abfallrecht verankerte Produzentenverantwortung (ein Vorläufer war die Verpackungsverordnung) mit ihren Rücknahmeverpflichtungen hat die europäische Umweltgesetzgebung inspiriert. Der Grüne Punkt des Dualen System Deutschland (DSD) wurde schrittweise mit Anpassungen an die dortigen Strukturen von vielen europäischen Ländern übernommen. Gerade im Abfallrecht hatte Deutschland die Rolle eines Vorreiters.
Auslöser der letzten Novelle zum Abfallrecht von 2012, jetzt nur noch Kreislaufwirtschaftsgesetz (KrWG) genannt, war das Inkrafttreten einer neuen allgemeinen EU-Abfallrahmenrichtlinie (Richtlinie 2008/98/EG über Abfälle).
Bei der Umsetzung der Richtlinie musste der Text des deutschen Abfallgesetzes umfassend überarbeitet werden, nämlich wegen einer in vieler Hinsicht neuen Terminologie der EU-Richtlinie. Es wurden neue Begriffe eingeführt, bekannte Begriffe neu definiert. So wird nur noch die stoffliche Verwertung als Recycling bezeichnet. Aus dem Umfang der neuen Gesetzestexte darf nicht auf eine Vielzahl von Veränderungen des materiellen Rechts geschlossen werden. Das Gegenteil ist der Fall. Wo die Novelle das deutsche Abfallrecht fortentwickelt, geht es fast immer darum, das Abfallwirtschaftssystem zu optimieren (siehe die vielen Fehlwürfe in die Gelbe und die Restmülltonne; deshalb sollen bestimmte Materialien künftig in einer einheitlichen Wertstofftonne erfasst werden).
Europäisches und deutsches Abfallrecht sind also nicht vollständig deckungsgleich. In der Regel stellt Deutschland strengere Anforderungen, auch weil hier die Abfallwirtschaft schon weiter entwickelt ist, als in anderen Mitgliedsstaaten. Natürlich wird auch in diesem Fall bei der einen oder anderen Vorschrift darüber gestritten, ob die nationale Gesetzgebung die Vorgaben der EU vollständig umsetzt.

### EU-Legislativpaket zur Kreislaufwirtschaft (2018)
Am 4. Juli 2018 ist das EU-Legislativpaket zur Kreislaufwirtschaft in Kraft getreten. Es beinhaltet Novellierungen der wesentlichen abfallrechtlichen Regelungen. Dazu zählen neben der Abfallrahmenrichtlinie (Richtlinie 2008/98/EG) auch die Verpackungsrichtlinie, die Elektroaltgeräterichtlinie, die Batterierichtlinie, die Altfahrzeugrichtlinie und die Deponierichtlinie. Die überarbeiteten Richtlinien mussten bis zum 5. Juli 2020 in nationales Recht umgesetzt werden. Eine entsprechende Novelle des Kreislaufwirtschaftsgesetzes wurde am 12. Februar 2020 im Bundeskabinett verabschiedet.

## Rechtlicher Rahmen

### Rechtsverordnungen
Das KrWG wird ergänzt durch eine ganze Reihe von Rechtsverordnungen, die aufgrund von entsprechenden Ermächtigungsgrundlagen im vorherigen KrW-/AbfG ergangen sind. Sie dienen in der Regel dazu, die Bestimmungen des KrWG für Abfallverzeichnisse und Abfallüberwachung, Anforderungen an die Abfallbeseitigung, betriebliche Regelungen, produkt- und produktionsbezogene Regelungen sowie die Behandlung von Klärschlamm und Bioabfällen zu konkretisieren und zu vervollständigen. Zu diesen Rechtsverordnungen gehören insbesondere:
- die Abfallverzeichnis-Verordnung (AVV),
- die Altfahrzeugverordnung (AltfahrzeugV),
- die Altholzverordnung (AltholzV),
- die Altölverordnung (AltölV),
- die Bioabfallverordnung (BioAbfV),
- die Deponieverordnung (DepV), ersetzte mit Wirkung vom 16. Juli 2009 die ehemalige Deponieverwertungsverordnung (DepVerwV)
- die Einwegkunststoffkennzeichnungsverordnung (EWKKennzV),
- die Entsorgungsfachbetriebeverordnung (EfbV),
- die Ersatzbaustoffverordnung (ErsatzbaustoffV),
- die Gewerbeabfallverordnung (GewAbfV),
- die Klärschlammverordnung (AbfKlärV),
- die Nachweisverordnung (NachwV),
- die PCB/PCT-Abfallverordnung (PCBAbfallV),
- die Anzeige- und Erlaubnisverordnung (AbfAEV),
- die Versatzverordnung (VersatzV);

mittlerweile aufgehoben sind
- die Abfallablagerungsverordnung (AbfAblV), seit 16. Juli 2009 aufgehoben,
- die Abfallwirtschaftskonzept- und bilanzverordnung (AbfKoBiV), seit 1. Februar 2007 aufgehoben,
- die Batterieverordnung (BattV), wurde zum 1. Dezember 2009 durch das Batteriegesetz (BattG) ersetzt,
- die Beförderungserlaubnisverordnung (BefErlV), seit 31. Mai 2014 aufgehoben,
- die Bestimmungsverordnung überwachungsbedürftiger Abfälle zur Verwertung (BstüVAbf), seit 1. Februar 2007 aufgehoben,
- die Transportgenehmigungsverordnung (TgV), aufgehoben seit 7. Oktober 1996,
- die Verpackungsverordnung (VerpackV), wurde zum 1. Januar 2019 durch das Verpackungsgesetz (VerpackG) ersetzt.

### Verwaltungsvorschriften
Das vorherige KrW-/AbfG wurde außerdem durch verschiedene Verwaltungsvorschriften, insbesondere durch die Technische Anleitung Abfall (TA Abfall vom 12. März 1991) und die Technische Anleitung Siedlungsabfall (TA Siedlungsabfall vom 14. Mai 1993), konkretisiert. Beide Verwaltungsvorschriften wurden am 27. April 2009 durch die „Allgemeine Verwaltungsvorschrift zur Aufhebung von Verwaltungsvorschriften zum Deponierecht“ aufgehoben (In Kraft getreten am 16. Juli 2009). Begründet wurde die Aufhebung damit, dass aufgrund der seit dem Inkrafttreten der Verwaltungsvorschriften erfolgten gesetzlichen und untergesetzlichen abfallrechtlichen Änderungen die Anforderungen der Verwaltungsvorschriften nicht mehr den Stand der Technik darstellten. Außerdem sollten Widersprüche zu verordnungsrechtlichen Regelungen, wie beispielsweise zur Nachweisverordnung, durch die Aufhebung vermieden werden.

### Landesrecht
Neben das Bundesrecht tritt das Abfallrecht der jeweiligen Bundesländer, die in der Regel ihrerseits über Abfallgesetze mit ergänzenden Bestimmungen sowie weitere Rechtsverordnungen und Verwaltungsvorschriften verfügen.

## Struktur des Entsorgungssektors
In der Kreislaufwirtschaft sind viele Unternehmen der Abfallwirtschaft tätig. Es gibt kommunale Eigenbetriebe oder rechtlich selbständige Gesellschaften der Städte und Landkreise. Die gleichen Aufgaben, auch das Sammeln von Abfällen, erfüllen auch private Entsorger. Die Kommunen sind frei, zu entscheiden, ob sie selbst tätig werden (siehe Betriebe der Städtereinigung) oder Dienstleistungen zur Erfüllung ihrer Aufgaben (2. Entsorgungspfad) ausschreiben.
Die private Entsorgungswirtschaft wird auch im Auftrag von Unternehmen (1. Entsorgungspfad) und von Dualen Systemen / insbesondere DSD (3. Entsorgungspfad) tätig. Für diese übernimmt sie regelmäßig auch das Sortieren gemischter Abfälle.
Im Bereich der Verwertung haben viele Kommunen nur Müllverbrennungsanlagen (MVA), in denen energetisch verwertet werden kann, außerdem Kompostieranlagen. Diese Anlagen stehen – sieht man von der Entsorgung von Restmüll aus Haushalten ab – im Wettbewerb mit privaten Verwertern. Außer für Grünabfälle haben Kommunen keine Recyclinganlagen. Die sortierten Abfälle werden durch Unternehmen der privaten Entsorgungswirtschaft stofflich verwertet. Kommunen müssen die Behandlung und Beseitigung der Sortierreste finanzieren. Große Unternehmen recyceln manchmal in eigenen Anlagen.
Bei der Abfallbehandlung (überwiegend Verbrennung) stehen kommunale und private MVAs in einem harten Wettbewerb, weil nach dem Aufbau einer leistungsfähigen Verwertungsindustrie Überkapazitäten bestehen. Die Kommunalen Spitzenverbände fordern daher, dass ihnen weitere Abfälle zugeordnet werden. Einige – an erster Stelle der Verband kommunaler Entsorgungsunternehmen – stellen offen Teile der Produzentenverantwortung in Frage. Sie werfen der privaten Entsorgungswirtschaft in einigen Fällen eine Scheinverwertung vor.
Auf allen drei Entsorgungsschienen werden oft dieselben Privatunternehmen tätig: sie sammeln, transportieren, sortieren, verwerten und behandeln Abfälle, beseitigen schließlich die Sortierreste in ihren Deponien. Wo ein Entsorgungsbetrieb einzelne Dienstleistungen nicht anbieten kann, schaltet er – meist nach dem Sortieren – andere Unternehmen ein, im Einzelfall auch Kommunen, die traditionell über Verbrennungsanlagen und Deponien verfügen.
Die Unterschiede bei identischen Dienstleistungen sind rechtlicher und finanzieller Natur. Je nach der Zuordnung der Abfälle zum Gewerbemüll, zum Restmüll aus Privathaushalten oder zum Geltungsbereich von Rückgabe- und Rücknahmeverpflichtungen werden die Kosten von Privatunternehmen, den Kommunen oder den Produzenten der Waren übernommen.